# Hans Jäger (Grafiker)

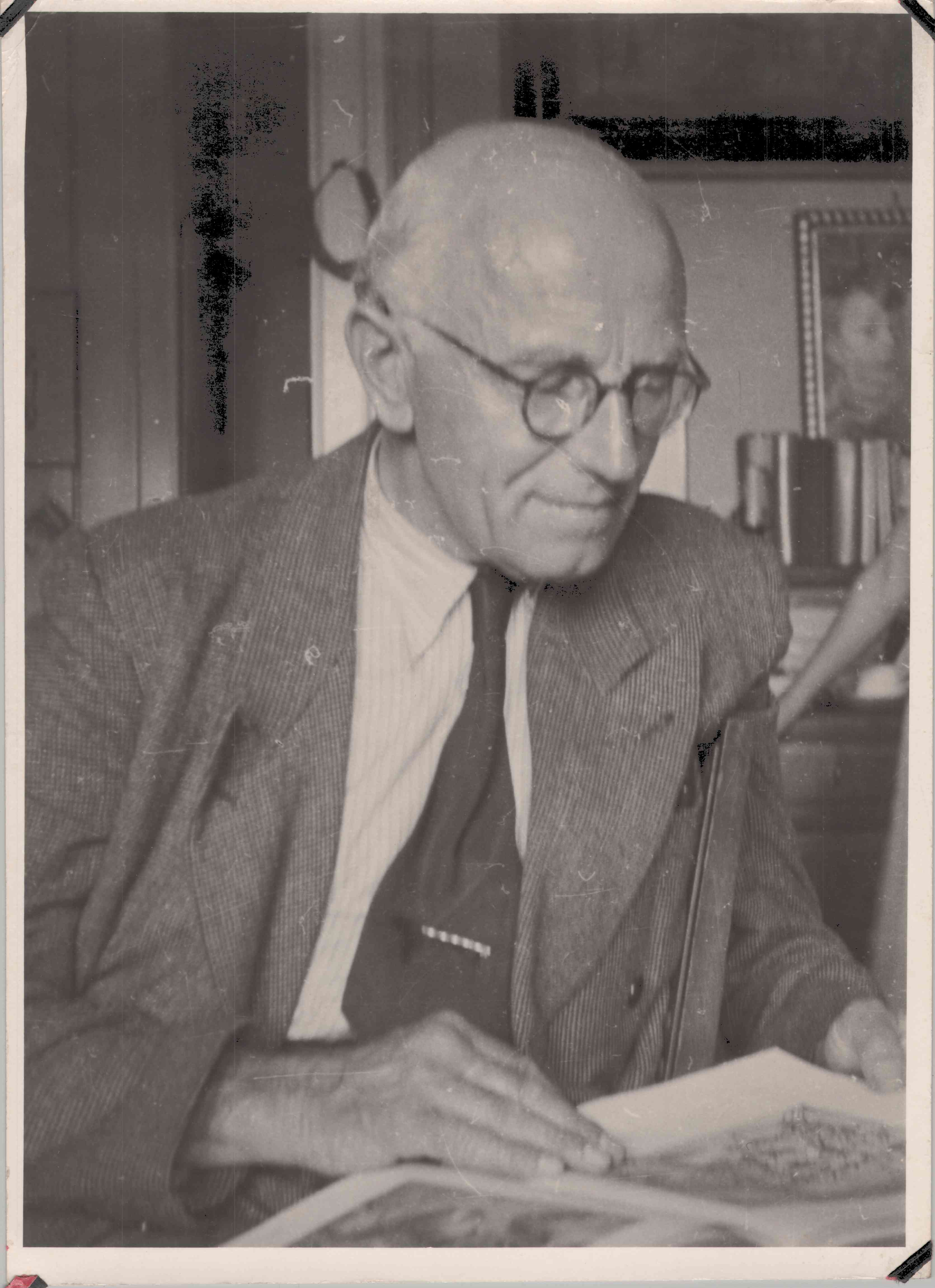
Hans Jäger, Porträt

Hans Jäger (* 2. August 1887 in Zschopau; † 16. September 1955 in Dresden) war ein deutscher Grafiker.

## Leben und Werk

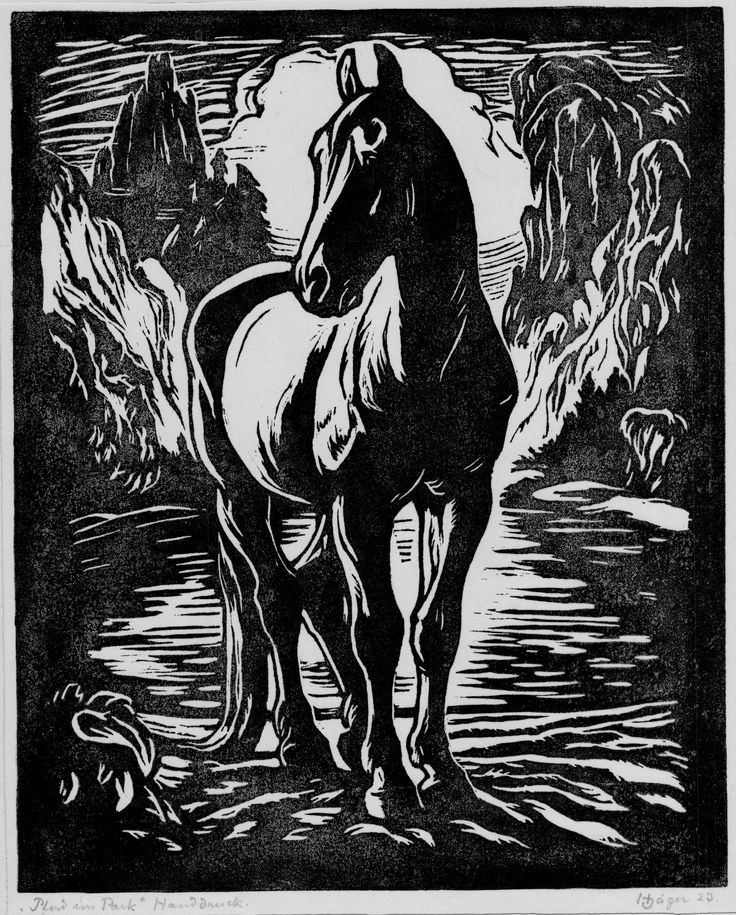
Pferd im Park; Holzschnitt; 1923; u. r. signiert

Jäger studierte von 1904 bis 1912 bei Carl Bantzer an der Kunstakademie Dresden. Das folgende Jahr von 1912–1913 war er dort Meisterschüler bei Emanuel Hegenbarth. Von 1913 bis 1914 lebte und arbeitete er als Künstler in Berlin und Paris, wo er blieb, bis er nach Ausbruch des Ersten Weltkriegs nach Deutschland zurückkehrte. Von 1914 diente er als Soldat für die deutsche Wehrmacht. Ab 1919 war er in Dresden ansässig. 1922 heiratet er seine Frau Louisa Johanna Margareta (geb. Berlet). 1924 kam ihr Sohn Dietrich zur Welt.
In der Zeit des Nationalsozialismus war Jäger Mitglied der Reichskammer der bildenden Künste. Für diese Zeit ist seine Teilnahme an zehn Ausstellungen in Deutschland sicher belegt. Am 13. Februar 1945 wurde bei der Bombardierung Dresdens Jägers Atelier in der Lüttichaustraße zerstört. Große Teile seines Frühwerkes gingen in den Bombennächten verloren.
Nach dem Ende des Zweiten Weltkrieges arbeitete Jäger wieder in Dresden. Dort gehörte er zur Künstlergruppe „Das Ufer“. 1946 wurde Jäger Mitglied des Verbands Bildender Künstler der DDR. Er wurde vor allem durch seine Tiergrafik bekannt. U. a. illustrierte er Brehms Tierleben.
Jäger war im regen Austausch mit Künstlerfreunden wie Wilhelm Rudolph und Ruth Meier, Hans Theo Richter und Elisabeth Ahnert.
Jäger starb in Folge einer Krebserkrankung und wurde auf dem Loschwitzer Friedhof beigesetzt.

## Öffentliche Sammlungen mit Werken Jägers (mutmaßlich unvollständig)
- Lindenau-Museum Altenburg[3]
- Baltimore Museum of Art[4]
- Museum Bautzen
- Kupferstichkabinett Berlin
- Kunstsammlungen Chemnitz
- Cleveland Museum of Arts
- Kupferstichkabinett Dresden
- Stadtmuseum Dresden[5]
- Museum für Völkerkunde Dresden[6]
- Kunstgewerbemuseum Dresden[6]
- Museum Glauchau
- Museum der bildenden Künste Leipzig
- British Museum[7]
- Kunsthalle Mannheim
- Staatliche Graphische Sammlung München
- Memorial Art Gallery Rochester[8]
- Staatliche Schlösser, Gärten und Kunstsammlungen Mecklenburg-Vorpommern
- Library of Congress Washington
- Kunstsammlungen Zwickau

## Ausstellungen  (unvollständig)
- 1921: Sonderausstellung von Ölgemälden in Båstad (Schweden).
- 1928: Holzschnittausstellung in der Challenge Gallery, London mit Ruth Meier.
- 1928: Sonderausstellung im Sächsischen Kunstverein.
- 1930: First international Exhibition of Lithography and Wood Engraving, Art Institute of Chicago, mit Matisse, Max Pechstein und Copley.[9]
- 1936: Sixth International Exhibition of Lithography and Wood Engraving, Art Institute of Chicago mit Matisse, Barlach und Kollwitz.
- 1939: Ausstellung bei Kühl in Dresden zusammen mit Hans Theo Richter und Yvonne Clench.[10]
- 1939: Ausstellung im Leipziger Kunstverein mit Ruth Meier, W. Arnold, Hellmut Chemnitz und vielen weiteren.
- 1945/1946: Beteiligung an der Ausstellung „Freie Künstler. Ausstellung Nr. 1“ in Dresden.[11]
- 1946: Beteiligung an der „Kunstausstellung Sächsischer Künstler“
- 1947: Ausstellung mit neun Holzschnitten in der „Kunstausstellung Westsächsischer Künstler“ in Glauchau.[12]
- 1948 und 1952: Chemnitz, Schlossberg-Museum „Mittelsächsische Kunstausstellung“[13]
- 1948: Frühjahrsausstellung der Künstlergruppe das Ufer im Stadtmuseum Bautzen mit 17 Holzschnitten und Radierungen.
- 1956: Gedächtnisausstellung in den Räumen der Verkaufsgenossenschaft Bildender Künstler im Albertinum, Dresden mit Erich Lindenau, Johannes Kühl und Ferdinand Pichl
- 1981: Art from the Woodblock in der Memorial Art Gallery Rochester[14]
- 1982: Drucke aus der ständigen Sammlung in der Memorial Art Gallery Rochester[15]
- 1997: Bless the Beasts in der Memorial Art Gallery Rochester[16]

## Werke (Auswahl)
- Tod auf der Landstraße (Holzschnitt, 1922; im Bestand des Lindenau-Museums Altenburg/Thüringen)[3]
- Kriegsfolgen I (Holzschnitt; 1946; im Bestand des Stadtmuseums Dresden)[5]
- Kriegsfolgen II (Holzschnitt; 1946; im Bestand des Stadtmuseums Dresden)[17]
- Junge Pferde (Holzschnitt; ausgestellt 1950 auf der Betriebsausstellung der Gruppe „Das Ufer“)[18]
- Schlafendes Reh (Holzschnitt, um 1950)[19]
- Bären (Holzschnitt; um 1953)[20]